# Mariano Garrigó
Mariano Garrigó  (* unbekannt; † unbekannt) war vom 10. bis 20. August 1839 Director Supremo von Honduras.
Er war Delegierter zur verfassungsgebenden Versammlung und wurde zum Alterspräsidenten der Republik Honduras.
Unter der Provinzregierung von José María Martinez Salinas erklärte sich Honduras am 26. Oktober 1838 zu einem separaten Staat. Francisco Ferrera kommandierte die Truppen von Honduras bei der Auseinandersetzung mit der Bundesregierung unter José Francisco Morazán Quezada zu welchen die Separation von Honduras führte. Am 5. April 1839 wurden seine Truppen und die von Nicaragua durch die Truppen von Morazán bei der Schlacht von Espíritu Santo in El Salvador geschlagen. Am 25. September 1839 wurden die Truppen von Honduras in San Pedro Perulapán überrascht und Francisco Ferrera verletzt, worauf er nach Nicaragua flüchtete.
Da Mariano Garrigó als Separatist dem Druck von Morazán ausgesetzt war, ließ er am 20. August 1893 dem Parlament per Boten seinen Rücktritt vom Präsidentenamt zustellen.
Für den 9. August 1839 war vom Parlament nicht zu Präsidentschaftswahlen aufgerufen worden, deshalb übergab das Parlament das Amt an einen weiteren Stellvertreter Jose Maria Bustillo, der jedoch erklärte, er könne das Amt aus persönlichen Gründen nicht annehmen.
Bei der verfassungsgebenden Versammlung vom 15. Januar 1845 war Mariano Garrigó wieder Delegierter.
1846 saß er als Generalsekretär im Parlament.
Im Juni 1863 wurde Mariano Garrigó im Regierungskabinett von José Francisco Montes Fonseca Generalminister.